# Ahmići
Ahmići su naseljeno mjesto u općini Vitez, Federacija Bosne i Hercegovine, BiH.

## Stanovništvo

### 1991.
Nacionalni sastav stanovništva 1991. godine, bio je sljedeći:
ukupno: 466
- Muslimani - 356 (76,39%)
- Hrvati - 87 (18,66%)
- Jugoslaveni - 2 (0,42%)
- ostali, neopredijeljeni i nepoznato - 21 (4,50%)

### 2013.
Nacionalni sastav stanovništva 2013. godine, bio je sljedeći:
ukupno: 506
- Bošnjaci - 329 (65,02%)
- Hrvati - 176 (34,78%)
- ostali, neopredijeljeni i nepoznato - 1 (0,20%)

## Vanjske poveznice
- Satelitska snimka  Arhivirana inačica izvorne stranice od 3. srpnja 2020. (Wayback Machine)